# Polygala nematocaulis
Polygala nematocaulis là một loài thực vật có hoa trong họ Polygalaceae. Loài này được Levyns miêu tả khoa học đầu tiên.